# Herb Kieżmarku
Herb Kieżmarku przedstawia na tarczy dwudzielnej w pas w polu górnym błękitnym dwa skrzyżowane srebrne miecze z czerwonymi rękojeściami. Nad nimi złota korona. Pod mieczami czerwona pięciopłatkowa róża. Pole dolne dzielone jest w poziome pasy czerwono-srebrne.
W wersji wielkiej tarczę herbową trzyma przed sobą oburącz anioł z rozpostartymi skrzydłami. Skrzyżowane miecze symbolizują prawo miecza nadane miastu przez króla węgierskiego Albrechta I. Korona - status wolnego miasta królewskiego (od 1404 roku). Róża symbolizuje św. Elżbietę patronkę miasta. Pasy czerwone i srebrne  pochodzą z herbu królestwa Węgier.
Herb miastu nadał król Maciej Korwin w 1463 roku.

## Literatura
- Karel Liška. "Městské znaky s ozdobami". Praha 1989. ISBN 80-208-0348-3